# Okres Nan-tchou
Okres Nan-tchou (čínsky 南投縣, tongyong pinyin Nántóu siàn, tchajwansky Lâm-tâu-koān) je okres na Tchaj-wanu. Jeho sousedy jsou okres Chua-lien, okres Ťia-i, okres Jün-lin, okres Čang-chua a centrálně spravovaná města Tchaj-čung a Kao-siung.
Je jediným vnitrozemským okresem Tchaj-wanu a na jeho východě se rozléhá Centrální pohoří s vhrcholky vysokými nad 3000 metrů. Při jižní hranici okresu se nachází nejvyšší hora celé severovýchodní Asie, hora Jü-šan.
Díky své kopcovité až hornaté topografii se v okrese Nan-tchou nachází nespočet čajových oblastí a plantáží. K těm nejznámějším patří hora Tung Ting, kde se již více než 150 let pěstuje tchajwanský Dong Ding Oolong. K dalším významným zdejším čajům patří například červené čaje z oblasti jezera Slunce a Měsíce.
Zemětřesení Ťi-ťi, které vypuklo 21. září 1999, mělo své epicentrum ve městě Ťi-ťi, ležící v západní části okresu.

## Velká města
- Nan-tchou (南投)
- Sinyi
- Jhushan
- Puli
- Ren-ai

## Turistické destinace
- Jezero Slunce a Měsíce (Sun Moon lake)
- Jü-šan, nejvyšší hora Tchaj-wanu
- Muzeum umění Yu-Hsiu